# Barneville-sur-Mer
Barneville-sur-Mer est une ancienne commune française du département de la Manche et de la région Normandie, intégrée à Barneville-Carteret depuis 1965.

## Géographie
Barneville est séparé de Carteret par la Gerfleur.

## Urbanisme
Le village du Tôt qui aligne ses maisons anciennes sur la rive gauche de la Gerfleur, était habité par des gens modestes, laboureurs, pêcheurs, lavandières, dans des maisons petites et pauvres couvertes de toits en chaume. Il subsiste quelques pierres d'un ancien moulin à marée et le « lavoir de la Mère Denis » dont le toit est récent. Celui du Pont Rose a disparu, mais le pont est toujours là.
Aux Rivières (rivage) habitaient également des gens modestes, pêcheurs à pied, mais se dressaient aussi des maisons plus importantes, celles des capitaines, comme la maison Bouillet, fréquentée par Barbey d'Aurevilly. C'est au Bas-Hamet, où les Le Cannelier, famille de pêcheurs à pied, tenaient un cabaret et une mercerie, que Barbey d'Aurevilly puisa les modèles de personnages de son roman Une vieille maîtresse et dont plusieurs scènes ont pour cadre le hameau.

## Toponymie
Barneville serait la « ville de Barni », nom de personne scandinave.
D'après Jean Adigard des Gautries, Barni serait le diminutif de Barn signifiant « enfant ».
Le nom de Barneville-sur-Mer est déjà en usage au XIVe siècle, en alternance avec celui de Barneville, et d'un emploi courant aux XIXe et XXe siècles. La commune officialisa l'appellation de Barneville-sur-Mer en 1962, trois ans avant sa fusion avec Carteret.

## Histoire

### Moyen Âge
La présence d'une zone d'échouage favorisa le développement du bourg seigneurial.
Le bourg s'est développé autour de son église, sous la protection d'un château seigneurial, en bois bâti sur une motte dont il reste des vestiges à l'est de l'église, et c'est ensuite étendue sur la ligne de crête de la colline, le long du grand chemin des Pieux. Le bourg a prospéré grâce notamment à deux foires annuelles importantes : la Saint-Michel au mois d'octobre et la Saint-Pierre-aux-Liens (1er août), à un marché hebdomadaire le samedi au bourg, sur une grande place où se dressaient de vastes halles,, et à l'octroi de franchises aux habitants qui venaient s'y installer.
Au XIe siècle, le territoire de Barneville appartenait au comté de Mortain, comme celui de Saint-Jean-de-la-Rivière, Gouey et La Haye-d'Ectot. C'est probablement à cette époque que le comte de Mortain donna en fief à l'un de ses chevalier la terre de Barneville. Le seigneur de Barneville tenait son fief du roi pour un huitième de baronnie et lui devait quatre livres par an pour une aide dite « de Vernon », et en temps de guerre le service de garde d'un jour à l'une des portes de la ville de Mortain.
Le seigneur de Barneville avait les droits de four et de moulin banaux. Il percevait diverses rentes et possédait le droit de gravage sur le rivage de sa seigneurie ainsi que le droit de garenne dans la zone dunaire. Les hommes de la seigneurie avaient le droit de mettre leurs bestiaux à pâturer dans les landes situées sur Barneville et La Haye-d'Ectot contre la somme d'un denier par famille. En plus de leurs droits sur la paroisse de Barneville, ils possédaient, sur un territoire limité par le chemin à partir du pont Saint-Paul, sur la commune du Valdécie, jusqu'à Pierrepont (Saint-Sauveur - Saint-Nicolas) et, jusqu'au Dick à Gouey, jusqu'à Saint-Paul-des-Sablons et jusqu'à la basse eau de la mer, un droit sur toutes les marchandises ou bestiaux traversant ce territoire, ainsi que sur les marchandises débarquées dans les havres de Carteret, Barneville et Portbail, et un droit spécial pour le vin. Une vavassorie, située au Valdécie, dépendait du fief de Barneville.
Une partie du territoire de Barneville relevait du fief du Graffard.

#### Seigneurs de Barneville
Le premier seigneur du lieu connu est Roger de Barneville qui participa à la première croisade (1096-1099) et où il trouva la mort en juin 1098 au siège d'Antioche. La seigneurie passa alors à son frère Guillaume, dont le fils, Théodore, participa à la deuxième croisade. Jourdain Ier, fils de Guillaume, hérita de la seigneurie de Barneville, et en 1120 confirma les donations faites par son père à l'abbaye de Saint-Sauveur-le-Vicomte et qui vers 1150, édifia l'église Saint-Germain, date qui correspond au développement économique du bourg. Une charte nous indique qu'il a donné des alleux (allodiis de novo burgo apud Barnevillam), nous indiquant que celui-ci est un bourg franc.
Son fils, Jourdain II, seigneur de Barneville, est cité dans des chartes vers 1160 et 1188. À cette époque, les possessions des seigneurs de Barneville s'étaient probablement amoindries, car Jourdain II ne devait plus que le service d'un seul chevalier au lieu de huit que devait son grand-père Guillaume.
Il est probable que les seigneurs de Barneville prirent le parti de Jean sans Terre, car après l'annexion de la Normandie par Philippe Auguste leurs biens furent confisqués, et ils ne figurent pas dans le registre des fiefs.
Barneville a dû appartenir à la famille des Reviers-Vernon, comme l'indiquent plusieurs chartes des abbayes de Lessay et de Blanchelande. En août 1261, une charte de Guillaume de Vernon, seigneur de Néhou, confirme à l'abbaye de Lessay la donation faite à eux par Robert de Glatigny de 100 sous tournois de rente dans la terre de Barneville. Dans une charte d'avril 1275, un Guillaume de Vernon, seigneur de Néhou, donne 50 sous tournois de rente annuelle dans sa terre de Barneville, à l'abbaye de Lessay, et en 1278, un Guillaume de Vernon, chevalier, qualifié de seigneur de Néhou et Barneville, donne à l'abbaye de Blanchelande une rente de 50 sous sur la terre et le marché de Barneville,.
Vers 1280 la terre de Barneville passa aux mains de la famille de Carbonnel. Richard Ier Carbonnel est en 1280 seigneur du lieu et passe, en 1286, un accord avec Regnaut de Carteret (Renaud IV de Carteret) sur les droits et coutumes du havre de Carteret. Se succèdent, de père en fils, Richard II Carbonnel, seigneur de Barneville (…1315-1348…), Richard III Carbonnel, seigneur de Barneville (…1360-1399…), Richard IV Carbonnel, seigneur de Barneville qui fut tué à la bataille d'Azincourt, le 25 octobre 1415. Le 25 août 1413 il avait fait aveu au roi pour les fiefs de Barneville et du Mesnil-Aubert. La terre passa alors à Guillaume Carbonnel, chambellan du roi et frère de Richard IV. Le 15 février 1412 celui-ci rendit hommage au roi pour les fiefs de Barneville, la Hague à Auderville, Foucarville et Virandeville, puis à la fille de Richard IV, Guillemette Carbonnel, dernière héritière de Barneville, qui épousa Guillaume du Saussey, écuyer, qui rendit hommage au roi, le 10 janvier 1416 pour les fiefs de Barneville et Saint-Jean-de-la-Rivière. Resté fidèle au roi de France, sa terre lui fut confisquée par le roi d'Angleterre, Henri V qui venait d'envahir la Normandie (12 août 1415). Dans un « rolle contenant les fiefs mouvans de la Vicomté de Carentan, en l'an 1426 » mentionne « Guillaume Alecoq, Escuier, tient, à cause de don à lui par le Roy (d'Angleterre), un fieu nommé le fieu de Barneville, et enparavant du conquest le tenoit Monseigneur Guillaume du Sauxoy, chevalier, et Madame sa femme, à cause d'elle… ».
En 1452 et 1480, c'est Julien Ier du Saussey, fils de Guillaume et de Guillemette, qui était seigneur de Barneville. Il épousa Alix d'Annebaut. Après lui, on trouve Robert du Saussey qui rend aveu au roi pour le fief de Barneville le 6 janvier 1500, Julien II du Saussay qualifié de seigneur de Barneville et qui épousera en 1538, Jeanne de La Luthumière, puis son fils, Léobin du Saussay, gentilhomme, capitaine du château de Saint-Sauveur-le-Vicomte. Le 13 mars 1541, c'est l'oncle maternel de Léobin, Jean de La Luthumière, qui rend aveu en son nom car il était à cette date sous sa tutelle. Le 6 janvier 1580, Léobin rendra aveu en son nom propre et épousera en première noces Guillemette Le Sens avec qui il aura une fille, Élisabeth du Saussey, et un fils, Thomas du Saussay († 1625), seigneur de Barneville, et en seconde noces Perrette Le Sauvage de Pierreville avec qui il aura René du Saussey (1586-1671) qui succèdera en 1625 à son demi-frère. René épousa en 1627, Françoise Poërier de Portbail, avec qui il eut douze enfants dont : Jacques du Saussey (1631-1679), sieur du Mesnil qui épousa Marie Le Prévost dont il eut un fils Jacques-Jean-Antoine du Saussay, sieur de la Poterie, qui épousa Jeanne Françoise Lefèvre, et hérita de Barneville en 1740 à la suite du décès de sa cousine Charlotte-Françoise du Saussay, dame de Barneville, et décéda peu après sans postérité, ; Françoise du Saussay (° 1634) ; Marie du Saussay (° 1636) ; Suzanne du Saussay qui épousa le 10 août 1160 Jean Ribet, sieur des Crouttes et Adrian du Saussay (1634-17 novembre 1700), seigneur de Barneville, qui épousa en 1672, Jeanne-Marie Pitteboult de Graffard avec qui il eut : Charlotte-Françoise du Saussay (1672-1740), dame de Barneville en 1703, Jean-François du Saussay (1673-1703), seigneur de Barneville et Suzanne Catherine du Saussay (1678-1703).
C'est probablement vers la fin du XVe siècle que la famille de Saussey, seigneurs de Barneville, quitta le tertre du Pic Malet pour s'installer dans le vallon, dans le Manoir.
Le règlement de la succession de Jacques-Jean-Antoine du Saussay fut assez compliqué. Les héritiers étaient : François Lefèbvre, écuyer, sieur du Perron et son frère Jean-Antoine Lefèbvre, ermite à l'ermitage de Tourlaville, qui avaient pour grand-mère maternelle Françoise du Saussay ; Bon-Jacques Ribet (1703-1750), sieur des Crouttes, de la Becqueterie et du Hecquet, petit-fils de Jean Ribet et de Suzanne du Saussay ; Jacques-Georges-Jean-Charles de Crosville, seigneur de Gouberville, époux de Catherine de Hennot d'Arville, fille de Nicolas de Hennot et de Marie du Saussey.
Le 4 mars 1743, Jean-Antoine Lefèbvre, vendit devant Jean-François Le Véel, notaire à Valognes, sa part d'héritage pour le prix de 660 livres de rente viagère à Charles Simon, écuyer, sieur de Touffreville. À la suite d'une clameur lignagère, présenté devant le même notaire, par François Lefèbvre, Charles Simon lui remit, le 25 février 1744 la part d'héritage acheté à son frère, moyennant le prix de 1 458 livres et 10 sols, et c'est Pierre-Georges-François-Robert Pittebout (1712-1764), seigneur de Graffard, qui lui prêta la somme. Ce dernier demanda, par ailleurs, à être reçu partie intervenante dans la succession, en vertu d'une donation figurant au contrat de mariage de son oncle, François Pittebout et de Charlotte-Françoise du Saussay, dame de Barneville.
Le partage du domaine non fieffé et du manoir de Barneville fut fait le 23 décembre 1745 devant Richard Le Hieulle, notaire à Portbail pour le siège de Barneville. Le premier lot échut au seigneur de Crosville et comprenait la moitié du manoir côté du levant et 70 vergées, 14 perches de terres ; le deuxième lot échut au sieur du Ribet et comprenait la moitié du manoir du côté du couchant et 72 vergées, 9 perches de terres ainsi qu'un moulin à vent ; le troisième lot échut au sieur du Perron et comprenait deux maisons sises au bourg de Barneville, 54 vergées, 8 perches de terres, ainsi qu'un certain nombre de pièces de terre non détaillées dans l'acte, et une pêcherie.
Le fief de Barneville, bien indivisible, échut à François Lefèvre du Perron pour 5 800 livres. Ce dernier avait emprunté au seigneur de Graffard 7 150 livres qu'il ne pouvait rembourser et lui vendit, en 1747, le domaine fieffé pour cette somme. Les seigneurs de Graffard conservèrent le domaine jusqu'à la Révolution.
Marie-Bernardine Hennot du Rozel, dame de Barneville, d'Écausseville et du Rozel épousera le 8 septembre 1764 Jérôme-Frédéric Bignon (1747-1784), seigneur d'Hardricourt, avocat, conseiller au Parlement (2e chambre des enquêtes), bibliothécaire du roi en 1770 à la suite de la démission de son père.

### Temps modernes
En 1567, Guillaume Pitteboult, écuyer, sieur de Graffard, est taxé pour ce fief de 16 livres dans le rôle des nobles et roturiers, au titre du ban et de l'arrière ban de la vicomté de Coutances, réalisé par Gilles Dancel, seigneur d'Audouville, lieutenant général du bailli de Cotentin, tenu à Coutances les 20-22 octobre. Le fief de Graffard à Barneville, qui valait un quart de fief de haubert et relevait de la vicomté de Carentan, avait des extensions sur Saint-Maurice, Saint-Jean-de-la-Rivière et La Haye-d'Ectot.
Dans la première moitié du XVIIIe siècle, la paroisse a pour seigneur et patron Pancrace Hellouin (1683-1755), écuyer, sieur d'Ancteville, également seigneur et patron de Portbail et Saint-Martin-du-Mesnil, conseiller du roi, bailli de longue robe et lieutenant général civil et criminel au bailliage de Saint-Sauveur-Lendelin.

### Époque contemporaine
La commune est libérée le 19 juin 1944.
En 1965, Barneville et Carteret sont réunies dans la commune de Barneville-Carteret.

## Administration
| Période | Période      | Identité                | Étiquette | Qualité    |
| --- | ------------ | ----------------------- | --------- | ---------- |
| ~1793 | ~1794        | Jean Antoine Dequesnes  |           |            |
| ~1795 | ~1795        | Pierre Caillet          |           |            |
| ~1795 | ~1795        | François Le Chevalier   |           |            |
| ~1795 | ~1796        | Pierre Touflet          |           |            |
| ~1796 | ~1797        | Jean Antoine Dequesnes  |           |            |
| 1797 | 1799         | Nicolas Gauvain         |           |            |
| 1800 | 1816         | Pierre Caillet          |           |            |
| 1816 | 1830         | Nicolas Hellet          |           |            |
| 1830 | 7 avr. 1839  | Alofe François Pellecat |           |            |
| 1840 | 1849         | Joseph Laurent Ferey    |           |            |
| 1850 | 1852         | Aimable Besnard         |           |            |
| 1853 | 1857         | Jacques Le Cannelier    |           |            |
| 1857 | 14 déc. 1860 | Aimable Besnard         |           |            |
| 1861 | 1870         | Louis Félix             |           |            |
| 1870 | 1875         | Pierre Barbey           |           |            |
| 1875 | 1890         | Alphonse Le Cannelier   |           | Médecin    |
| 1890 | 1892         | Alexandre Mahieu        |           |            |
| 1892 | 1892         | Célestin Giot           |           |            |
| 1893 | 1896         | Alexandre Mahieu        |           |            |
| 1896 | 1906         | Ferdinand Legoupil      |           |            |
| 1907 | 1911         | Albert Jausans          |           |            |
| 1912 | 1913         | Louis Vrac-Deschamps    |           |            |
| 1914 | 1919         | Eugène Bahier           |           |            |
| 1919 | 1954         | Jean Auvret             |           | Médecin    |
| 1954 | 1956         | Auguste Georgette       |           |            |
| 1956 | 1960         | Pierre Aubrée           |           | Industriel |
| 1961 | 1964         | Marcel Chanu            |           | Industriel |
| Une partie des données est issue d'une liste établie par Jean Pouëssel et la mairie de Barneville-Carteret. |              |                         |           |            |

## Démographie
| 1793  | 1800 | 1806 | 1821 | 1831  | 1836  | 1841  |
| ----- | ---- | ---- | ---- | ----- | ----- | ----- |
| 1 011 | 840  | 953  | 870  | 1 083 | 1 136 | 1 205 |

| 1846  | 1851  | 1856  | 1861  | 1866  | 1872 | 1876 |
| ----- | ----- | ----- | ----- | ----- | ---- | ---- |
| 1 170 | 1 144 | 1 101 | 1 062 | 1 002 | 953  | 906  |

| 1881 | 1886 | 1891 | 1896 | 1901 | 1906 | 1962  |
| ---- | ---- | ---- | ---- | ---- | ---- | ----- |
| 935  | 914  | 928  | 872  | 854  | 856  | 1 166 |

## Culture locale et patrimoine

### Lieux et monuments
- Église Saint-Germain de Barneville des XIIe, XVe et XVIIIe siècles, classée au titre des monuments historiques[27] et son cimetière. Son maître-autel est classé au titre objet aux monuments historiques[28].

L'église est à l'emplacement d'une petite basse-cour.
- Vestiges d'une motte ou d'une enceinte circulaire connu sous le nom de Pic Malet, d'un diamètre d'environ 50 mètres, en grande partie arasée, en 1876, lors de l'érection à son sommet d'un calvaire.
- Ancien manoir seigneurial de Barneville dit « le Manoir » de la deuxième moitié du XVIe siècle, siège des seigneurs de Barneville.
- Ferme ou manoir du Parc, qui fait face au côté nord de l'église, avec d'importants vestiges médiévaux dont une tourelle d'escalier, et dont les parties les plus anciennes remontent au XVIe siècle.

Au XVIIIe siècle, le bâtiment était divisé en deux propriétés dont chacune abritait un four banal : une partie était la possession du seigneur de Barneville, et l'autre du seigneur de Graffard.
- Plusieurs maisons des XVIIIe et XIXe siècles et vestiges médiévaux autour de l'église[29].
  - À l'est de l'église, au no 2 rue Médéric, maison de style XVIIIe et qui porte au-dessus de la porte l'inscription : « JEAN BAZIN M'A FAIT BÂTIR L'AN 1812 », et dont la grande fenêtre du rez-de-chaussée a remplacé des baies plus étroites.
  - À l'angle de la rue Saint-Jean et de la rue Médéric, une maison avec sur son pignon des arcs bouchés, et en face, rue Saint-Jean, des maçonneries anciennes dont les façades portent des reprises aux XVIIIe et XIXe siècles.
  - Maison ancienne au no 20 rue Saint-Jean.
  - Au no 4 rue Froide, une porte du XVe siècle en anse de panier bouchés, surmontée des restes d'une ouverture très ancienne.
  - Ancien presbytère et ancienne grange aux dîmes (XVIIe – XVIIIe siècles), dans la rue Froide, avec une petite niche médiévale trilobée (XIVe ou XVe siècle qui abritait un christ en croix.
  - En arrière du manoir du Parc, rue Froide, porte du XVe siècle avec un larmier surmonté d'un trèfle stylisé, et une tourelle carrée saillante sur la façade, à toit en bâtière, avec fenêtre chanfreinée et embrasure de tir en trou de serrure défendant la porte.
  - « Boel » dit la cour des archers du roi.
  - Maison au no 28 rue Saint-Jean. Une plaque indique : « LE GRAND  -CURE DE BARNEVILLE - MD CCC XII (1812) ». C'est ici qu'a habité Pierre Legrand, chanoine de l'évêque de Coutances, et premier curé titulaire après le Concordat. La maison sera jusqu'en 1925 le troisième presbytère et l'objet d'une querelle entre l'évêque et le maire de l'époque, le docteur Auvray, qui voulait vendre la maison. En représailles, l'évêque supprima la cure, et c'est l'abbé Le Bouteiller, curé de Carteret qui desservi Barneville. La maison fut ensuite achetée par Jeanne Provost (1887-1980), qui venait en vacances à Barneville dans la maison de ses parents à la Plage qu'ils avaient dû vendre.
  - Maison au fond d'une allée fermée par une grande porte correspondant au deuxième presbytère et qui pendant la Révolution servi de mairie et de lieu de réunion de l'administration cantonale.
- La mairie dit le « château » ou « château Besnard » et qui fut toujours habité par un médecin, sauf pendant la Seconde Guerre mondiale où il servit de Kommandantur, et fut vendu par le docteur Jean, en 1960, à la commune.
- Château de Chimay du XXe siècle de style néogothique, au no 19 Boulevard Maritime.
- Barneville Plage.

Pour mémoire
- Anciennes halles en bois démolies en 1832. Elles furent remplacées par une halle en pierre qui a disparu à son tour.
- Ancien moulin à eau dit moulin Barbey ou Barbet situé sur la Gerfleur, un peu en dessous de la Cour d'Ectot, et en aval de celui-ci, le moulin Becqueret et le moulin de la mer, près du village du Tôt, qui appartenaient à la seigneurie de Barneville[30].

### Personnalités liées à la commune
- Victor Hugo (1802-1885) qui séjourna en 1836 à l'auberge de la Veuve Perugnier, auberge qui est devenue la gendarmerie, et aujourd'hui la Maison de l'Environnement.
- Jules Barbey d'Aurevilly (1808-1889) qui venait avec son frère et un couple d'ami de Saint-Sauveur-le-Vicomte, les Bouillet, en vacances dans une maison, la Penseraie, qui existe toujours. L'écrivain est également venu au Bas-Hamet, route parallèle à la rue des Rivières.
- Les généraux Eisenhower (1890-1969) et Patton (1885-1945) ont séjourné à Barneville lors de la bataille de Normandie, comme l'indique une plaque apposée sur une maison au no 11 rue des Écoles (ancien « Hôtels des Voyageurs » où Eisenhower occupait la chambre 9).
- La Mère Denis de son vrai nom Jeanne Marie Le Calvé (1893-1989), célèbre lavandière, établit à la Libération au hameau du Tot.